# Fosetyl-aluminium
Fosetyl-aluminium ist eine anorganische chemische Verbindung aus der Gruppe der Phosphonate.

## Gewinnung und Darstellung
Fosetyl-aluminium kann ausgehend von Diethylphosphit dargestellt werden. Dieses reagiert mit Phosphorsäure, Natriumethanolat und Aluminiumnitrat zu Fosetyl-Al.

## Verwendung
Fosetyl-aluminium ist ein von Rhône-Poulenc (heute Bayer CropScience) auf den Markt gebrachtes systemisches Fungizid mit protektiver und kurativer Wirkung. Es wird vor allem gegen Plasmopara viticola im Weinbau sowie gegen Falschen Mehltau und andere Pilzerkrankungen an Sonderkulturen wie Kopfsalat, Gurken, Hopfen, Erdbeeren und Ziergehölzen eingesetzt. Die Anwendung erfolgt sowohl als Spritzmittel als auch per Beize.

## Zulassung
Der Wirkstoff ist in einer Reihe von EU-Staaten, in Deutschland, Österreich und der Schweiz in zugelassenen Pflanzenschutzmitteln enthalten (Handelsname Aliette). In einigen Veröffentlichungen wird der Name des Wirkstoffs verkürzt als "Fosetyl" angegeben.

## Metabolismus
Fosetyl-aluminium wird im Boden schnell zu Phosphonsäure abgebaut.